# Referendum na Slovensku 2000
Referendum na Slovensku v roce 2000 bylo čtvrté referendum na Slovensku. Konalo se 11. listopadu 2000. Účast byla 20,03 %, a proto bylo neplatné.
Otázka zněla: „Jste pro to, aby se Národní rada Slovenské republiky usnesla na ústavním zákoně: Volební období NR SR, zvolené v roce 1998, končí dnem voleb do Národní rady Slovenské republiky, které budou provedeny do 150 dnů ode dne vyhlášení výsledků referenda?"
Referendum o předčasných parlamentních volbách vyhlásil prezident Rudolf Schuster na základě petiční akce organizované HZDS a SNS. Bylo sebráno přibližně 698 000 podpisů.

## Výsledky
| Výběr                  | Hlasy   | %    |
| ---------------------- | ------- | ---- |
| pro                    | 759,124 | 95.1 |
| Proti                  | 39,363  | 4.9  |
| Neplatné/prázdné hlasy | 17,767  | –    |
| Celkem                 | 816,254 | 100  |
| Zdroj: Nohlen & Stöver |         |      |